# تدمر
تدمر (باللاتينية: Palmyra) هي مدينة أثريَّة ذات أهمية تاريخية كبيرة، تقعُ حالياً في محافظة حمص بالجزء الأوسط من دولة سوريا. يعودُ تاريخ المدينة القديم إلى العصر الحجري الحديث، ووردَ ذكرها في السجلات التاريخية - للمرَّة الأولى - في الألفية الثانية قبل الميلاد، وانتقلت في تلك الفترة بين أيدي عِدَّة دولٍ حاكمة إلى أن انتهى بها المطافُ تحت سلطة الإمبراطورية الرومانية في القرن الأول بعد الميلاد.
كانت تدمر مدينة كبيرة الثراء بفضلِ موقعها، الذي كان يقعُ عند نقطة تقاطع عِدَّة طرق تجارية في العالم القديم. وقد اشتهر التدمريُّون بمدنٍ كثيرة أقاموها على طريق الحرير، وهو أحد أهم الطرق التجارية القديمة (والذي امتدَّ من الصين شرقاً إلى أوروبا غرباً)، كما ساعدتهم علاقاتهم التجارية مع الإمبراطورية الرومانية. وقد خوَّلتهم أرباح تجارتهم لتعمير أبنية هائلة في مدينة تدمر، مثل كولوناد تدمر الكبير ومعبد بل وقبورٍ قائمة على هيئة أبراج. كان التدمريّون، من الناحية العرقية، مزيجاً من الأموريين والآراميين والعرب، وتحدثوا - حسب ما يعتقدُ الباحثون - اللهجة الآرامية التدمرية (وهي إحدى لهجات اللغة الآرامية)، كما استخدموا اللغة اليونانية في مداولاتهم التجارية والسياسية. وقد اعتنقوا دياناتٍ وثنية عِدَّة، من بينها الديانات الساميَّة وأديان ما بين النهرين والأديان العربية القديمة. وقد كان النظام الاجتماعي في المدينة قائماً على القبيلة والحكم العشائري، وكانت ثقافتها متأثّرة بدرجةٍ كبيرة بالعالم اليوناني الروماني، حيث أنَّ نمطها المعماري والفني يجمعُ أنماطاً رومانية ويونانية مع الأنماط الفنية الشرقية.
مع حلول القرن الثالث بعد الميلاد، اي حين تبني المسيحيه خارج بني إسرائيل الغير مكلف بدعوتهم عيسى اذ انه ليس للناس كافه و لكن الله امتدح ذلك وهذا قبل ميلاد محمد بن عبدالله بمئتين عام تحوَّلت تدمر إلى مركز إقليمي بلغ ذروة ازدهاره في عام 260م، حينَ انتصر ملكها أذينة على الإمبراطور الساساني سابور الأول. وبعد موته خلفته في الحكم الملكة زنوبيا، التي لم ترغب بأن تبقى تدمر تحتَ الحكم الروماني، فثارت عليهم وطردتهم من المدينة وأسَّست مملكة تدمر المستقلة. إلا أنَّ هذا أثار غضب الإمبراطور الروماني أوريليان، فحشدَ جيشاً ودمَّر المدينة عام 273م. أعاد الإمبراطور ديوكلتيانوس بناء تدمر، ولكنَّها لم تَعُد لسابق عهدها وازدهارها. وقد أدَّت التغيرات الإقليمية في المنطقة إلى تحوّل سُكَّان المدينة للدين المسيحي في القرن الرابع الميلادي، ثُمَّ للإسلام في القرن السابع، إذ أدَّت الفتوحات الإسلامية إلى حُلول اللغة العربية مكانَ اللغتين الرومانية واليونانية.
حازت مدينة تدمر في سنة 273م حالة حكم ذاتي وألحقت بها - إدارياً - ولاية سوريا الرومانية، وكان ذلك نتيجة لنشأةٍ نظام سياسي استقلالي في المدينة تأثّراً منها بنجاح المدن الإغريقية المستقلَّة. وقد تحوَّلت تدمر في القرن الثالث إلى ثغر روماني (كولونيا رومانية)، ومن ثمَّ أصبحت تُدَارُ وفقاً لنظام حكم ملكي في عام 260م. ولكن بعد تعرّضها للدمار في سنة 273م لم تَعُد أكثر من مركزٍ إداري صغير في الإمبراطورية البيزنطية، وفقدت معظم أهميَّتها. وتدمَّرت المدينة مرة أخرى في سنة 1400 نتيجة الغزو التيموري، فتقلَّصت إلى محضِ قرية صغيرة، إلا أنَّها ظلَّت مأهولة. وقد قرَّر الحُكَّام الفرنسيّون، بعد مجيء الانتداب، أن ينقلوا جميع السُكَّان في عام 1932 إلى مدينة تدمر الحديثة ليصبح موقع المدينة الأثريّ متاحاً للتنقيب والاستكشاف.
سيطرت الدولة الإسلامية في العراق والشام (داعش) على مدينة تدمر في عام 2015، ومنذ ذلك الحين أصبحت المدينة موقعاً لحربٍ مستمرَّة بين الدولة الإسلامية والجيش السوري (الذي استعاد المدينة في 2 مارس 2017). أدَّت الحربُ وأفعال أعضاء تنظيم الدولة الإسلامية إلى تخريب أو هدم عددٍ كبير من المباني والقطع الأثرية الثمينة في تدمر، والتي لا زال تراثها الحضاريّ الباقي في خطرٍ كبير.

## الاسم «تدمر»
اسم تدمر المدمرين المد المدن ظهرت في المخطوطات البابلية في شرق سوريا التي وجدت في مملكة ماري، ويعني الاسم «بلد المقاومين» باللغة العمورية و«البلد التي لا تقهر» باللغة الآرامية لغة سورية القديمة، وتسمى باللاتينية { Palmyra } واسمها باللغة الآرامية هو (ܬܕܡܪܬܐ، «تدمرتا» ومعناها المعجزة).

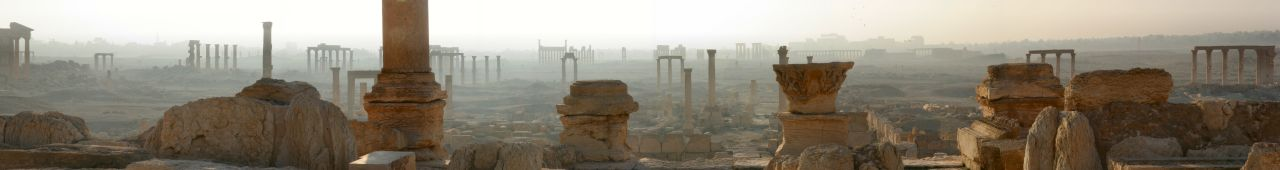
أطلال تدمر في الصباح الباكر.

## الموقع ومخطط المدينة
تقع تدمر على بعد 215كم (134 ميل) شمال شرق العاصمة السورية دمشق، في واحة محاطة بنخيل التمر (تنتج عشرين نوعاً مختلفاً من التمر). ثمة سلسلتان جبليتان تطلان على المدينة؛ السلسلة الشمالية هي هضبة حلب (سلسلة جبال التدمرية) وجبال التدمرية الجنوبية من الجهة الجنوبية الغربية. أما من الجنوب والشرق، تواجه مدينة تدمر البادية السورية. يمر شعيب صغير عبر المنطقة، ويتدفق من التلال الغربية ويتجاوز المدينة قبل أن يختفي في الواحات الشرقية. كما يوجد نبع إفقا جنوب الوادي. وصف بلينيوس الأكبر المدينة في العقد 70 الميلادي على أنها شهيرة بموقعها الصحراوي، وغنى تربتها، والينابيع المحيطة بها، ما ساهم بنمو المراعي وإمكانية الزراعة ورعي الأغنام. ذكر بليني أن تدمر كانت مستقلة، لكن عام 70 ميلادي، أصبحت جزءاً من الامبراطورية الرومانية، لكن لم تؤخذ تخميناته حول الوضع السياسي لتدمر لم تؤخذ بالاعتبار، لأن علماء التاريخ المعاصرين اعتبروا ذلك جزءاً من حسابات قديمة يعود تاريخها إلى عهد الإمبراطور أغسطس حينما كانت تدمر مستقلة.

### مخطط المدينة
بدأت تدمر كمستوطنة صغيرة بالقرب من نبع إفقا على الضفة الجنوبية لوادي القبور. كانت هذه المستوطنة التي عرفت باسم «المستوطنة الهلنستية» عبارة عن مساكن امتدّت إلى الضفة الشمالية للوادي خلال القرن الأول الميلادي. على الرغم من أن أسوار المدينة كانت تحيط بمنطقة واسعة على ضفتي الوادي، لم تُحط الأسوار التي أعيد بناؤها خلال عهد ديوكليتيان إلا بمنطقة الضفة الشمالية.
بنيت معظم مشاريع المدينة الضخمة على ضفة الوادي الشمالية. ومنها معبد بل الذي بني في موقع معبد سابق (المعبد الهلنستي). مع ذلك، دعمت التنقيبات نظرية أن التل كان موجوداً أصلاً على الضفة الجنوبية، وأن الوادي كان قد تمّ تحويله إلى جنوب التل بهدف دمج التلّ في التنظيم الحضاري الذي قام في القرنين الأول والثاني الميلاديين في منطقة الضفة الشمالية.
كما كان موقع كولوناد تدمر الكبير شماليّ الوادي، وهو شارعٌ رئيسي بلغ طوله 1.1-كيلومتر-long (0.68 ميل) ، كان يمتدّ من معبد بل في الشرق، إلى معبد فونيراري رقم 86 في جزء المدينة الغربي. ومن أجزاءه قوس النصر في القسم الشرقي منه كما يوجد تيترابايلون في الوسط. كانت حمامات ديوكلتيانوس، التي بُنيت على أنقاض مبنى قديم قد يكون القصرالملكي، على جانب الرواق الأيسر. بالقرب من المساكن، كان معبد بعل شمين، والكنائس البيزنطية، ومنها الكنيسة الرابعة وهي أكبر كنيسة في تدمر يعود تاريخ الكنيسة إلى عهد جستنيان في الامبراطورية البيزنطية ويقدر أن ارتفاع أعمدتها كان 7 أمتار (23 قدم) وقياس قاعدة الأعمدة 27.5 × 47.5 أمتار.
بني كل من معبد نابو ومسرح تدمر في الجانب الجنوبي. وكان خلف المسرح مبنى صغير هو مقر مجلس الشيوخ وساحة كبيرة، وبقايا تريكلينيوم (غرفة الولائم) والمحكمة الجمركية. كما كان هناك شارع متقاطع في الطرف الغربي يؤدي إلى معسكر ديوقلسيان، بناه سوسيانوس هيروكليس (الحاكم الروماني لسوريا). وبالقرب منه يقع معبد اللات وبوابة دمشق.

## الشعب واللغة والمجتمع

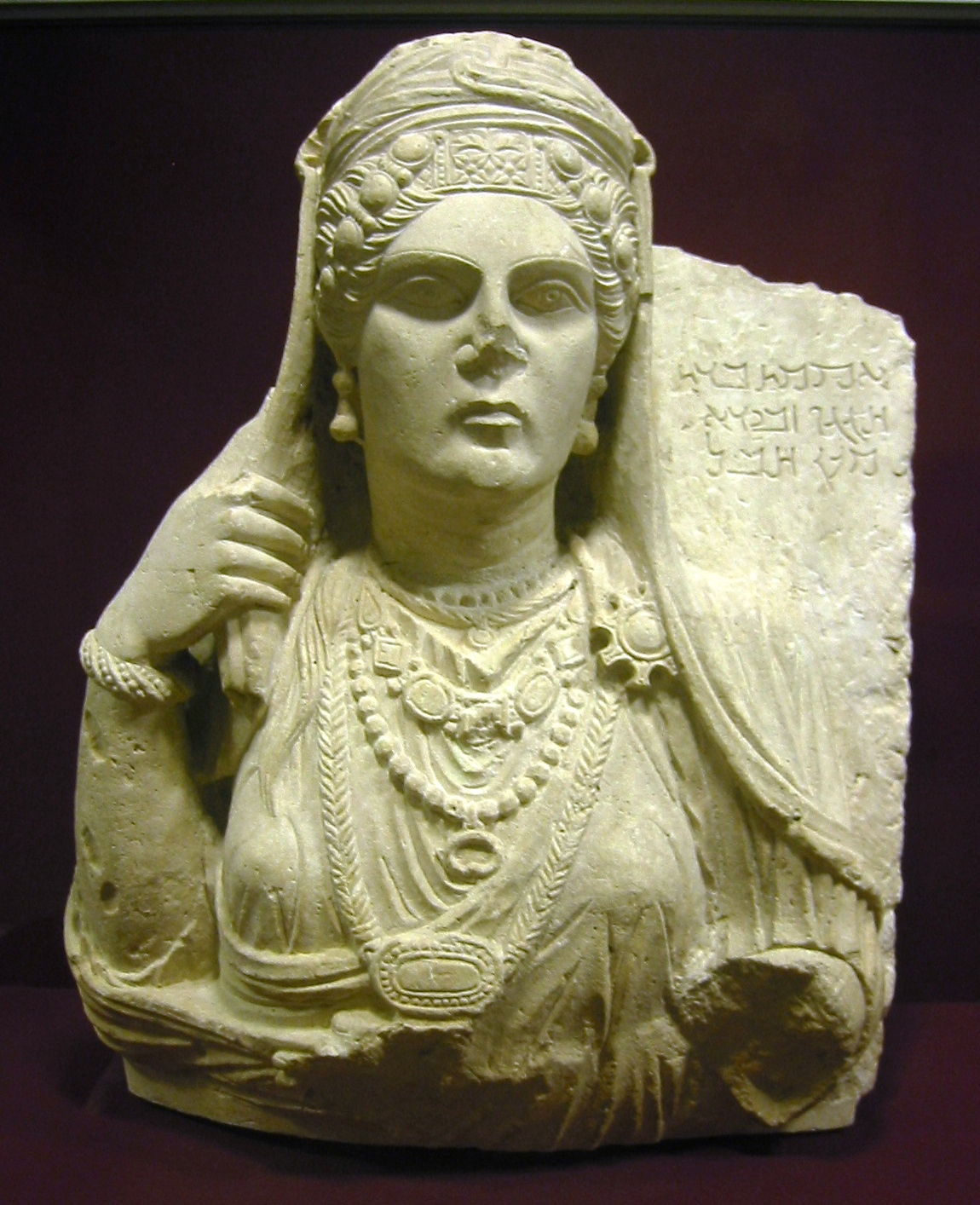
تمثالٌ لمراسيم دفن في تدمر.

بلغ عدد سُكَّان مدينة تدمر، في ذروة ازدهارها أثناء حكم الملكة زنوبيا، ما يزيدُ عن 200,000 نسمة. يعتقد أن أقدم السكان الفعليِّين للمدينة كانوا الأموريين في بداية الألف الثاني قبل الميلاد، ومن ثمَّ بدأ الآراميون بالاستقرار فيها مع اقتراب نهاية الألفية. وأما العرب فقد وصل أوَّلهُم إلى تدمر خلال نهاية الألفية الأولى قبل الميلاد. ويمكن تقصّي وجود العرب في المدينة إلى نصوصٍ تاريخية تعود إلى معركة رافيا، التي وقعت في عام 217 قبل الميلاد، إذ ذكرت المصادر أنَّ شيخ قبيلة زبديبل العربيَّة مدَّ يد المساعدة للإمبراطور السلوقي أثناء المعركة، ولم تقل هذه المصادر شيئاً سوى ذلك عن القبيلة، لكن من المعروف تاريخياً أن اسم «زبديبل» هو اسمٌ تدمريّ، ممَّا قد يعني أنَّ هذه القبيلة جاءت من تدمر. اندمجَ هؤلاء العرب في المجتمع التدمريّ وأصبحوا يتحدَّثُون اللهجة التدمرية كلغتهم الأم، وكانوا يشغلون مناصب ومواقع مُهمَّة في الدولة. كما عاشَ في مدينة تدمر عددٌ من اليهود، إذ تظهر النقوش المحفورة على متنزه بيت شعاريم والجليل الأسفل رسوماتٍ لطقوس دفنٍ يهودية. وقد كان يحدثُ (في أحيانٍ نادرة) أن تختارَ العائلات التدمريَّة أسماءً إغريقية لأولادها، كما أنَّ العديد من أصحاب الأسماء الإغريقية في تدمر كانوا عبيداً مُحرَّرِين، إلا أنَّ قليلين جداً منهُم كانت لهُم جذور عرقية إغريقية فعلاً، فقد كان من النادر أن يأتي الإغريق إلى المدينة. ومن المحتمل أنَّ التدمريِّين كانوا يكرهون الإغريق، إذ يبدو أنَّهم اعتبروهم ضرباً من الأجانب الدخلاء، ولم يسمحوا لهُم بأن يعيشوا في كنف المدينة.

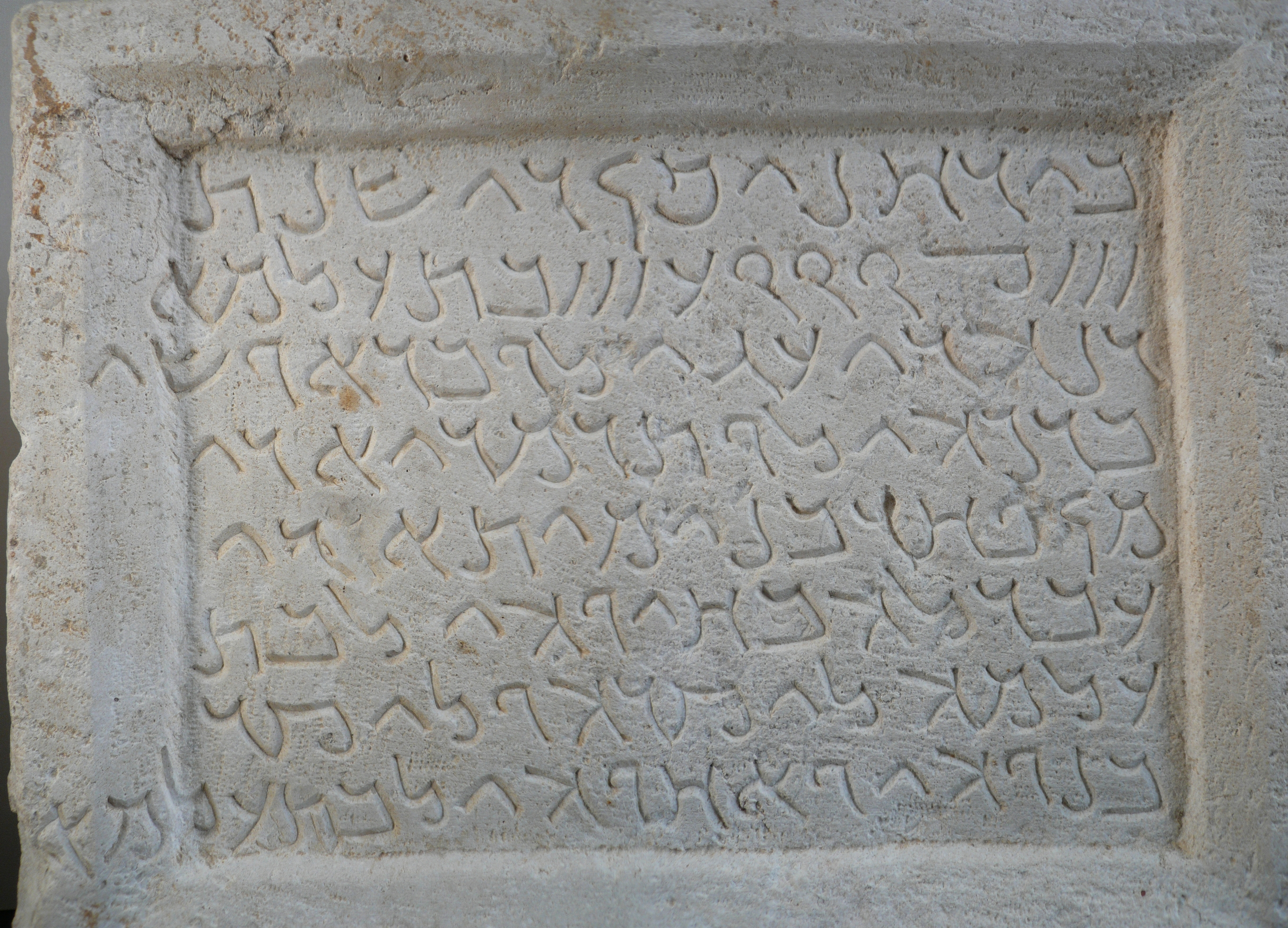
نص مسماري مكتوب بالأبجدية التدمرية، وهي أبجدية كُتِبَت فيها لهجة اللغة الآرامية التي كانت محكيَّة في تدمر.

حتى مطلع القرن الثالث الميلادي، كانت اللغة التي يتحدَّثها التدمريون هي لهجة من اللغة الآرامية تكتب باستعمال الأبجدية التدمرية. وكانت الاستعانة باللغة اللاتينية نادرة جداً، إلا أنَّ الكلام بالإغريقية كان رائجاً بعض الشيء في المجتمع الأرستقراطي، فقد كانت لغةً دارجة في التعاملات المالية والدبلوماسية، بل وقد كانت اللغة السائدة في المدينة خلال العهد البيزنطي. ولكن بعد مجيء الفتوحات الإسلامية حلَّت اللغة العربية مكانَ الإغريقية، ولذلك أصبح أهل تدمرُ يتحدَّثُون لهجة خاصة بهم من اللهجات العربية.
تألَّف مجتمع تدمر من خليطٍ من الشعوب، ومن أدلّة ذلك أن أسماء العشائر التدمرية كانت مأخوذةً من اللغتين العربية والعمورية وكذلك الآرامية. عاش مجتمع تدمر حياة اجتماعية يسودُها النظام القبلي، ومن الصَّعب فهمُ الكيفية والقوانين التي تعايشت هذه القبائل مع بعضها وفقاً لها بسبب نقصِ المصادر. توثَّق المؤرّخون من وجود ثلاثين عشيرةً على الأقل في المدينة، وكانت هذه العشائر مندرجةً -بدورها- تحتَ خمس قبائل كبيرة. وقد تدنَّى عدد هذه القبائل إلى أربعة عند مجيء عهد الإمبراطور الروماني نيرون، وانفردَت كلّ منها بمنطقة خاصّة بها من المدينة تحملُ اسمها، وكانت من ضمنها قبيلة بني مَعْزين وقومار وماثابول، وأما اسم القبيلة الرابعة فهو غير معروفٍ بدقّة، إلا أنَّ من المحتمل أنه كان ميتا. غدت هذه القبائل مُتحضِّرةً بالتدريج وتناقص الاهتمام بعلاقاتها وأنسابها، ومع دخول القرن الثاني للميلاد فقدت الانتماءات العشائرية أهميتها تماماً، واندثرت من الوجود بدخول القرن الثالث. ولم ينطبق اضمحلالُ الأهمية هذا على العشائر الصغيرة وحدها بل على القبائل الأربعة الكبرى أيضاً، وهو ما استنبطه علماء الآثار من عدم عثورهم إلا على نقشٍ واحد يتحدَّثُ عن تلك القبائل بعد سنة 212م. ومع تلاشي دور القبيلة حلَّ مكانها المجتمع الأرستقراطي، الذي غدا الطبقة المسيطرة في مدينة تدمر. أصبح معظم سُكَّان المدينة في عصر الدولة الأموية من أبناء بني كلب العرب. وفي القرن الثاني عشر للميلاد وثَّق الرحالة بنيامين التطيلي وجود 2,000 يهودي يعيشون في المدينة. انحطَّ مستوى مدينة تدمر الحَضَرَيّ وتعدادها السكاني بعد أن دمَّرها تيمور لنك في سنة 1,400، وعندما دخل القرن العشرين كانت قريةً ضئيلةً يسكُنُها 6,000 قرويّ ويعيش حولها البدو الرُحَّل. وظلَّت الحياة في تدمر هادئة ومنغلقة حتى تغيير موقعها في سنة 1932.

## الثقافة
أظهرت الدلائل الأثرية النّادرة من العصر البرونزي التي عُثِرَ عليها في تدمر أن صلة المدينة الثقافية كانت في معظمها مع إقليم الشام الغربي (أي ما هو الآن لبنان وفلسطين وأجزاء من سوريا). وقد تميَّزت تدمر في الفترة الكلاسيكية بثقافةٍ تختصّ بها عن غيرها، وكانت هذه الثقافة نابعةً من الثقافة السامية في سوريا قديماً ومتأثّرة بالثقافات الاستعمارية الإغريقية والرومانية، التي احتلَّت المدينة في بعض الفترات. وقد تبنَّى الكثير من التدمريّون أسماءً إغريقية ورومانية للاندماج في المجتمع الراقي لهاتين الثقافتين، وبعضهُم أضافَ اسم عائلةٍ لاتيني أو يوناني إلى اسمهِ أيضاً. ويُشكّك بعض المؤرخين بدرجة تأثير الإغريق على ثقافة تدمر، فمنهم من يعتبرُ أن السلوكيات الثقافية التي تقمَّصها التدمريّون عن الإغريق كانت طبقة سطحية تُغطّي ثقافتهم التدمرية الأصلية، التي ظلَّت جوهر هويتهم. ويُوضّح ذلك مجلس الشيوخ الذي كان مسؤولاً عن حكم تدمر، فقد وصفَ المجلس نفسه في وثائقه باسم «البويل» (وهي كلمة يونانية)، إلا أنَّ هذا المجلس كان مؤلَّفاً -في الحقيقة- من كبار رجال القبائل التدمرية، وهو تقليدٌ ثقافي مختلفٌ تماماً عن التقليد اليوناني. ويرى بعض الباحثين أنَّ ثقافة المدينة كانت اندماجاً لثقافة محلية مع أخرى إغريقية رومانية.
تأثَّر التدمريون في أنظمتهم العسكرية ومحافلهم الحربية بالثقافة الفارسية. ولم تكُن في تدمر مكتبات ولا وثائق كبيرة، وقد تأخَّرت عن الحركات العلمية التي نهضت بمدنٍ أخرى قريبة منها، مثل الرها وأنطاكية. وقد اشتهرت الملكة زنوبيا بفتحِ بلاطها للعلماء، إلا أنَّ الوحيد منهم الذي كان معروفاً بما يكفي ليحفظه التراث التاريخي هو الفيلسوف لونجينوس.
كانت في تدمر ساحة مركزية كُبْرى (أغورا). وقد اختلفت هذه الساحة عمَّا هو معتاد في المدن اليونانية، التي كانت ساحاتها مراكزَ للحياة المدنية والاحتفالات العامَّة، وأما ساحة تدمر فقد كانت هادئةً وأقرب إلى تجمّع للفنادق الشرقية أو الخانات. دفنَ أبناء تدمر موتاهم في أضرحة مشتركةٍ للعائلات، وكانت في معظمها جدرانٌ داخلية مُقسَّمة إلى صفوف من حجرات الدَّفن، والتي وضعَت فيها جثث الموتى بوضعيَّة أفقية. وقد زُيِّن جدار الضريح بنقش بارز يحملُ اسم الميّت. وأضيف الناووس إلى بعض الأضرحة منذ القرن الثاني، وهو تابوت نُحِتَ سطحه على هيئة المتوفّى المدفون فيه. كما عُثِرَ في الكثير من المدافن على مومياوات مُحنَّطة وفقاً لطقوس الدفن في مصر القديمة.

### الفن والعمارة
ارتبطَ الفن التدمري على نحوٍ وثيق بنظيره اليوناني، إلا أنَّه تميّز بصفةٍ وسماتٍ تخصّ منطقة حوض نهر الفرات الأوسط. ومن أهمّ تجلَّيات هذا الفن التماثيل النصفية التي زُيِّنَت بها مداخل أضرحة الموتى، والتي صوَّرت الملابس والحُلِيّ ومظهر الشخص المُتوفَّى، وهي سمات يتشابهُ التركيز عليها مع الفن البيزنطي. ويرى ميخائيل روستوفتسيف أن الفن التدمري تأثر بالفن الفارسي، رغم أنَّ ثمة جدلاً حول أصل التماثيل الأمامية (المُصوّرة للجزء الأمامي من هيئة الإنسان) الذي ميَّز الفن في تدمر وفارس: فقد اقترح دانييل شلومبيرغر أنّ أصلهُ فارسي، بينما أيَّد ميخائي أفي يوناه كونه من أصل تدمري وشامي ومن ثمَّ ترك أثرهُ على الفن الفارسي. ولم تبقى لنا سوى رسومات قليلةٌ من تدمر، وأما التماثيل البرونزية لمواطنيها المُهمّين (والتي كانت منتصبةً فوق عواميد الكولانيد بوسط المدينة) فلم يبقَ لنا أيّ منها. ويدلّ إفريز مهترئ ومنحوتات أخرى من معبد بعل على فن النحت الذي تميَّزت بها المدينة، وهي منحوتات نُقِلَ الكثير منها إلى متاحف في سوريا وخارجها.
أُخذت الكثير من تماثيل تدمر النصفية إلى متاحف أوروبا والغرب في القرن التاسع عشر. فقد وفَّرت كشوفات تدمر أدلة ممتازة من الشرق الأدنى لحَسْم جدلي فني وتاريخي كبير انشغلَ به الباحثون في بداية القرن العشرين: وهو «إلى أي درجة أثر الفن الشرقي على الفن الروماني باستبداله المنحوتات الكلاسيكية التي تحاكي الواقع بتماثيل أمامية مُبسَّطة». ويعتبر هذا التحوّل الكبير في الفنون الآن استجابةً للاختلافات الثقافية التي وقعت في الإمبراطورية الرومانية الغربية، عوضاً عن أن يكون تأثيراً شرقياً. وتختلف التماثيل النصفية التدمرية (على عكس نظيرتها الرومانية) بأنها ذات هيئة مُوحَّدة، فقد صُمِّمت بعضُها لتظهر سماتٍ دقيقة تخصّ الفرد الذي تصوِّرُه، إلا أنَّ معظمها اتخذت هيئة واحدةً للوجه والشكل بغضّ نظر عن عمر صاحبها وجنسه.
تأثرت العمارة التدمرية -مثل فنونها- بالأسلوب الروماني الإغريقي، كما أنَّها احتفظت بسماتٍ خاصَّة بها تظهرُ معظمها في تصميم معبد بعل. وقد استوحي التصميم الأساسي لحرمِ معبد بعل من من الثقافة السامية السورية، ومن ثمَّ أحيطَ بأعمدة رومانية. ويشبهُ حرم المعبد نظيره في الهيكل الثاني، فقد تألَّف من فناء واسعٍ يتوسَّطهُ ضريح للآلهة، وهو تصميم يتقمَّصُ عناصر من إبلا وأوغاريت.

## وصف الموقع

### المقابر
إلى الغرب من الأسوارالقديمة، بنى التدمريون عدداً من الأماكن الجنائزية والمدافن على نطاق واسع، تشكّل الآن وادي المقابر، تشكّل مدينة جنائزية طولها كيلو متر واحد. بُنيت النُصب التي يزيد عددها عن 50 في المقام الأول على شكل أبراج يصل ارتفاعها إلى أربعة طوابق. استبدلت الأبراج بالمعابد الجنائزية في النصف الأول من القرن الميلادي الثاني، حيث يعود تاريخ أحدث الأبراج إلى عام 128 للميلاد. ثمة مقابر أخرى تقع شمال المدينة، وفي الجنوب الغربي والجنوب الشرقي، حيث كانت القبور تحت الأرض.

### معالم بارزة

#### مبانٍ عامة
- مبنى مجلس الشيوخ مدمّر إلى حدّ كبير.[26] وهو مبنى صغير يتكون من فناء بيرستايل وغرفة تحتوي على نهاية دائرية وصفوف من المقاعد حولها[49]
- العديد من «حمامات ديوكلتيانوس» دُمّرت ولم يتم إنقاذها فوق مستوى الأسس.[93] يتميّز مدخل المجمع بأربعة أعمدة من الغرانيت المصري يبلغ قطر كل منها 1.3 أمتار وارتفاعها 12.5 متر وتزن عشرين طنا.[26] في الداخل، كان لا يزال مخطط بركة الاستحمام المحاطة برواق على النظام الكورنثي ظاهراً للعيان، إضافة لغرفة مثمّنة استخدمت لتغيير الملابس وتحتوي مصرفٍ في وسطها.[26]
- كانت ساحة تدمر جزءاً من مجمع يتضمن محكمة الجمارك والتريكلينيوم، وقد بنيت في الجزء الثاني من القرن الأول الميلادي[94] الساحة عبارة عن هيكل ضخم أبعاده 71 × 84 متر، ولها 11 مدخل.[26] داخل الساحة يوجد 200 قاعدة عمودية استخدمت لحمل تماثيل المواطنين المهمين.[26] أتاحت النقوش على القواعد فهم الترتيب الذي جمعت على أساسه التماثيل؛ الجانب الشرقي كان محجوزاً للشيوخ، والشمالي لمسؤولي تدمر، والغربي للجنود، والجانب الجنوبي لرؤساء القوافل.[26]
- كانت محكمة الجمارك عبارة عن قاعة كبيرة مستطيلة، تقع جنوب الأغورا، وتتقاسم الجدار الشمالي معها.[95] في الأصل، كان مدخل المحكمة عبارة عن دهليزٍ ضخم، في حين أن المدخل كان محاطاً بجدارٍ للحماية،[95] وكان الدخول للمحكمة يتم من خلال ثلاثة أبواب من الأغورا. تعود تسمية المحكمة إلى وجود لوح حجري طوله 5 أمتار، كتب عليه قانون ضريبة تدمر.[96][97]
- يقع ترينكلونيون أغورا في الزاوية الشمالية الغربية للأغورا، وكان يتّسع لحوالي 40 شخصاً.[98][99] وهو عبارة عن قاعة صغيرة مساحتها حوالي 12×15 متراً مزخرفةً بزخارف يونانية تمتدّ بخطٍ مستقيم حتى منتصف الحائط.[100] على الأغلب، كان المبنى مستخدماً من قبل حكّام المدينة؛ يتوقع هنري آرنولد سيريغ أن المبنى كان معبداً صغيراً قبل أن يتحول إلى تريكلينيوم أو قاعة ولائم.[99]

#### المعابد
- تم تخصيص «معبد بل» عام 32 ميلادي؛[101] وكان يتكون من منطقة كبيرة بمحاطة ببورتيكوس. كان المعبد مستطيل الشكل ويتّجه شمال-جنوب. بلغ طول الجدار الخارجي حوالي 205 متراً يتضمن بوابة،[102] أما الغرفة الداخلية فتقع في منتصف المنطقة.[103]
- يعود تاريخ معبد بعل شمين إلى أواخر القرن الثاني قبل الميلاد في مراحلة المبكرة،[104] بني مذبح المعبد عام 115 للميلاد،[87] وقد أعيد بناء معظمه عام 131 ميلادي.[105] تتكون الردهة من ستة أعمدة أمام الزنزانة التي كانت جدرانها الجانبية مزينة بأعمدة على النمط الكورنثي.[106]
- دُمّر «معبد نابو» إلى حدٍ كبير.[107] كان المعبد في الاتجاه الشرقي حسب مخططه؛ يقود السياج الخارجي إلى منصة طولها 20 متراً عبر رواق، لا تزال قواعد أعمدته قائمة.[108] تفتح قاعة البهو المعمّد على المذبح الخارجي.[108]
- «معبد اللات» مدمّر إلى حدٍ بعيد ولم يتبقَّ منه سوى منصّة واحدة، وبضعة أعمدة وإطار الباب فقط.[27] داخل المجمّع، تمّ حفر أسد عملاق (أسد اللات وقد أُنقِذ من جدار مجمّع المعبد.[106][109]
- كان «معبد بعل-هامون» المدمّر يقع أعلى قمة «جبل المنطار» الذي يشرف على ينبوع إفقا.[110] أُنشِئ عام 89 ميلادي، وكان يتكون من غرفة ودهليز بعمودين.[110] كان للمعبد برجاً للدفاع ملحقاً به.[111] كما تمّ الكشف عن محراب بفسيفساء وكشف عن زنزانة ودهليز مزينة بأثلام.[111]

## التاريخ

### العصور المبكرة
دخلت المدينة السجل التاريخي خلال العصر البرونزي أي حوالي عام 2000 قبل الميلاد، عندما وافق بوزور عشتار التدموري (نسبة إلى تدمر) على عقد في مستعمرة تجارية آشورية في كولتبه. وتم ذكرها لاحقًا في أقراص مملكة ماري كمحطة لقوافل التجارة والقبائل البدوية، مثل السوتانيون.وتم غزوها جنباً إلى جنب مع منطقتها من قبل ياهدون-ليم من مملكة ماري. مرَ الملك شمشي أدد الأول، ملك آشور بالمنطقة في طريقه إلى البحر الأبيض المتوسط في بداية القرن الثامن عشر قبل الميلاد. بحلول ذلك الوقت، كانت تدمر هي النقطة الشرقية لمملكة قطنا، وهاجمها السوتانيون الذين شلوا حركة المرور على طول طُرق التجارة. تم ذكر تدمر في لوحة تعود للقرن الثالث عشر قبل الميلاد اكتُشفت في إيمار، وسجلت أسماء اثنين من الشهود «التدموريين». في بداية القرن الحادي عشر قبل الميلاد، سجل الملك تغلث فلاسر الأول الآشوري هزيمته من «الآراميين» من «تدمر»؛ وفقًا للملك، كانت تدمر جزءًا من مملكة أمور. وأصبحت المدينة الحد الشرقي لآرام دمشق التي احتلتها الإمبراطورية الآشورية الجديدة في 732 قبل الميلاد.
يسجل الكتاب المقدس العبري (الكتاب الثاني من سجلات 8: 4) المدينة التي تحمل اسم «تدمر» كمدينة صحراوية بناها (أو حصَنها) ملك إسرائيل سليمان؛ ويذكر يوسيفوس فلافيوس الاسم اليوناني «تدمر»، الذي عزا تأسيسه إلى الملك سليمان في الكتاب الثامن من عاديات اليهود. في وقت لاحق تنسب التقاليد العربية تأسيس المدينة إلى جِن سليمان.  فرابطة تدمر مع سليمان هي مزيج من «تدمر» ومدينة بُنيت من قبل الملك سليمان في يهودا والمعروفة باسم «تمار» في سفر الملوك الثاني (1 ملوك 9:18). لا يتوافق الوصف التوراتي لـ «تدمر» ومبانيها مع النتائج الأثرية في تدمر، والتي كانت مستوطنة صغيرة في عهد الملك سليمان في القرن العاشر قبل الميلاد.

### الفترات الهلنستية والرومانية
ازدهرت مدينة تدمر في العصر الهلنستي والسلوقي (منذ سنة 312 إلى 64 ق.م) وصارت من أثرى المدن السلوقية. وتندرُ الأدلة الآثارية على تمدّن تدمر في الفترة الهلنستية، ومن أهمّ ما اكتشف منها هو شظيَّة من نقش لغمان الثاني الذي كُشِفَ عنه في ولاية لغمان بدولة أفغانستان، وقد أمر بنقشه الإمبراطور الهندي أشوكا في سنة 250 ق م. ويشكّك بعض العلماء في معنى النقش، ويظنّ عالم الإشارات أندريه دوبون-سومر أن النص يشيرُ إلى المسافة التي تفصل الموقع عن تدمر.
غزت الجمهورية الرومانية -بقيادة بومبيوس الكبير في سنة 64 ق م المملكة السلوقية، وأخذ الرومان سائر بلاد الشام وحوَّلوها إلى ولاية سوريا. نالت تدمر استقلالها في هذه الفترة وظلَّت معبراً تجارياً بين الرومان والفرس دون أن تتدخَّل في نزاعاتهم. يُقدَّر تاريخ أقدم نقش تدمري معروف بسنة 44 ق م، وكانت المدينة حينئذٍ مشيخة صغيرة تهدي الماء للقوافل التجارية القليلة التي تعبرُ طريق البادية. ويقول أبيان أن تدمر كانت إذ ذاك مدينة ثرية، وقد طمع بها مارك أنطوني فأرسل فصيلةً تغزوها في سنة 41 ق م، قد فرَّ التدمريون إثرَ ذلك إلى مملكة الفرس شرق نهر الفرات وأقاموا دفاعاتهم فيها.

#### منطقة تدمر

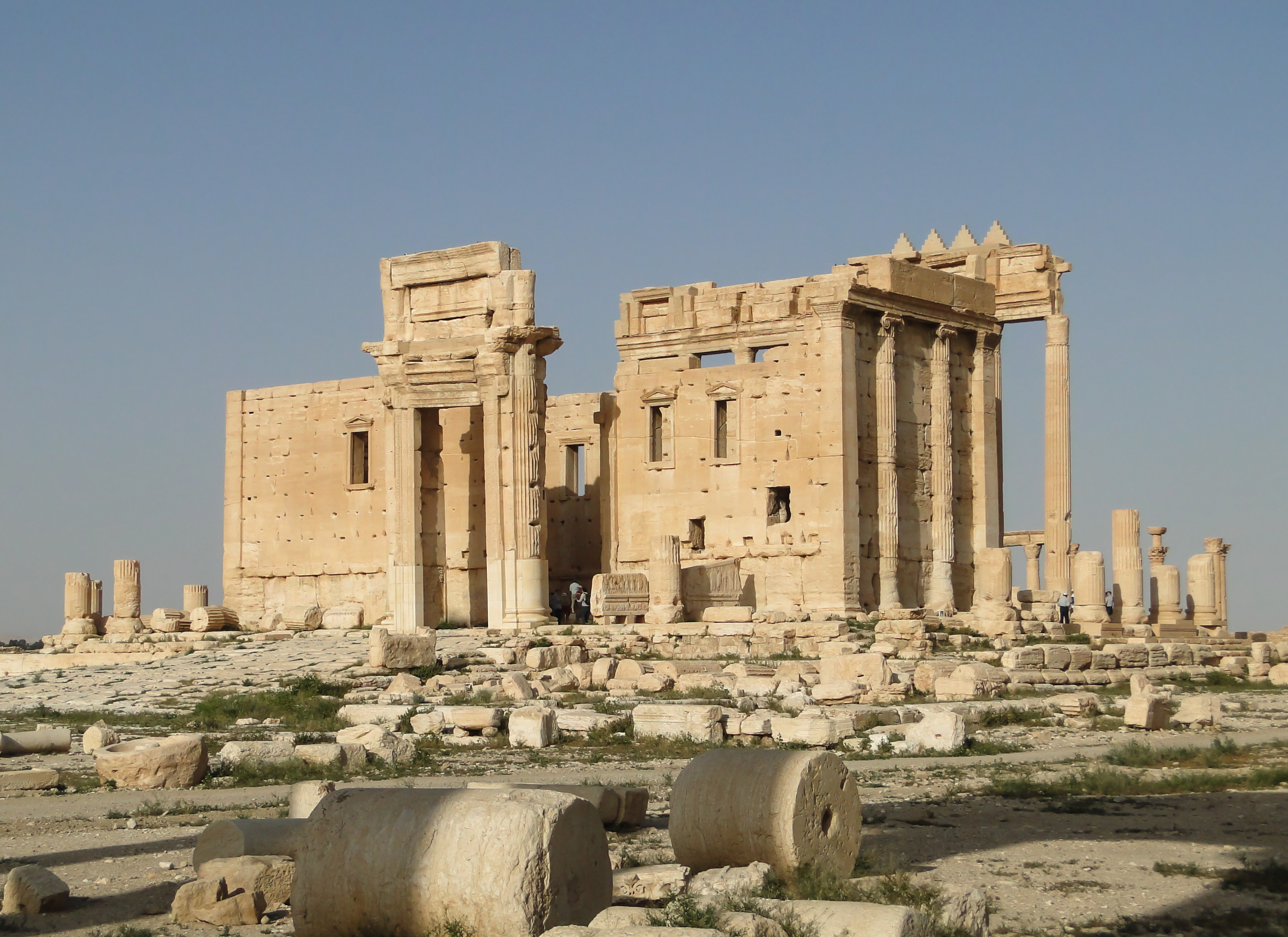
بهو معبد بعل (وقد ناله الدمار في سنة 2015)

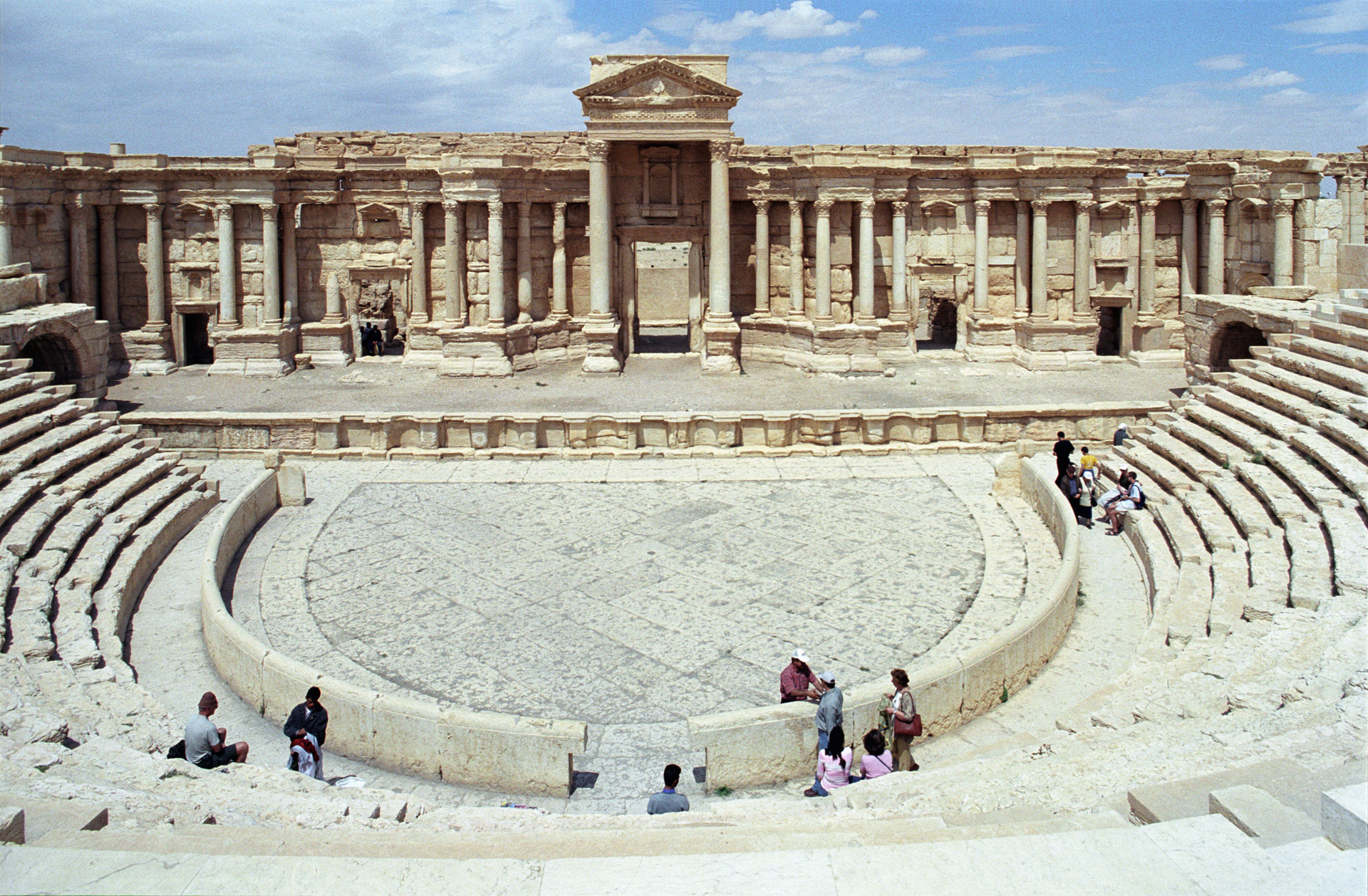
مسرح تدمر (خُرِّب بعضه في سنة 2017).

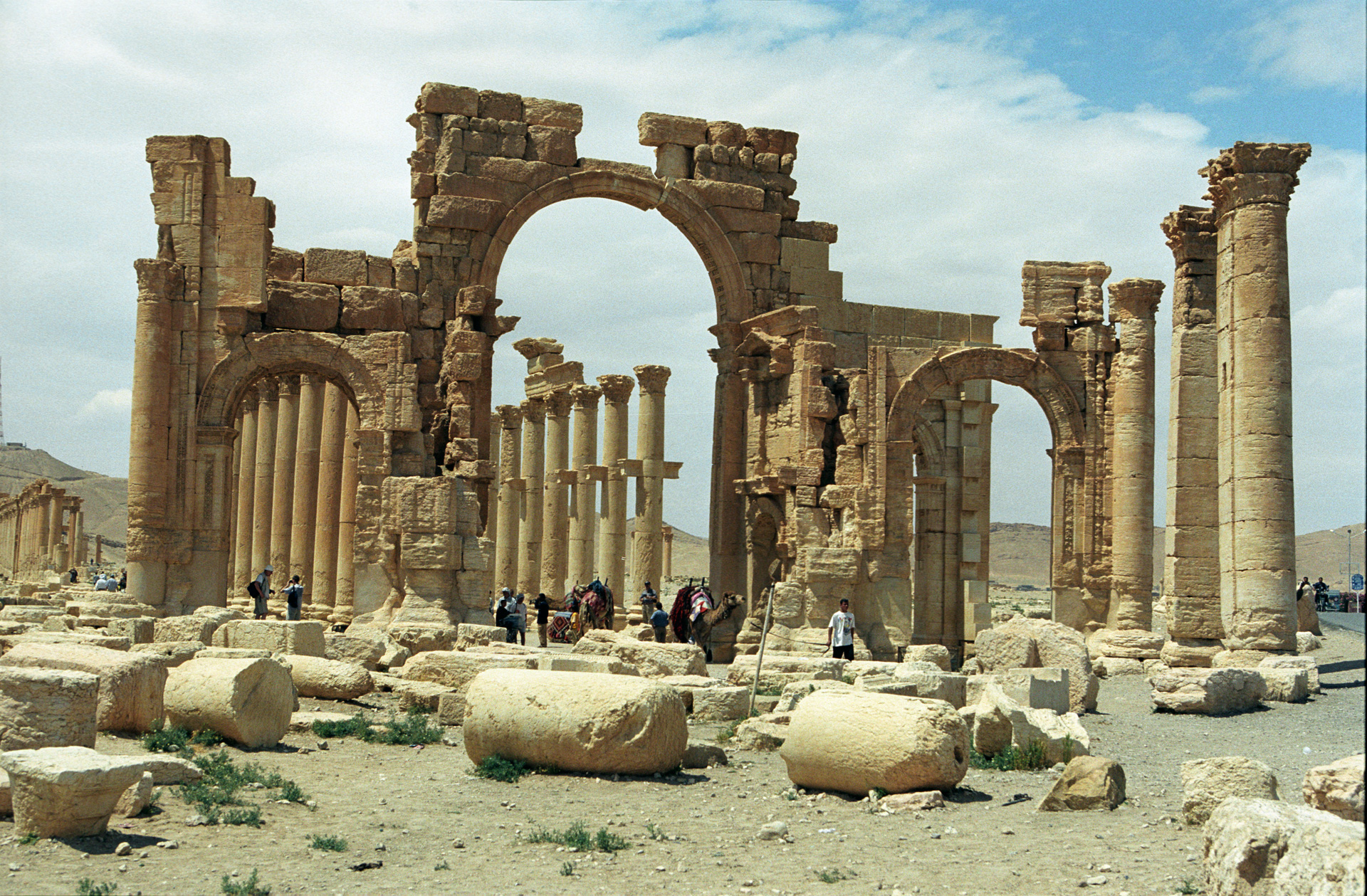
قوس تذكاري في شرق الشارع الرئيسي -الكولوناد الروماني- بتدمر (خُرِّب في سنة 2015).

غزت الإمبراطورية الرومانية تدمر وأجبرت أهلها على سداد المال لها منذ بداية عهد الإمبراطور تيبيريوس، أي في سنة 14م، وضمَّ الرومان مدينة تدمر إلى ولاية سوريا. ويوكّد المؤلف بلينيوس الأكبر أن تدمر وحمص كانتا منطقتين متجاورتين إدارياً في أيام الرومان، وهو أمرٌ يدعمه اكتشاف الآثري دانييل شلومبيرغر في سنة 1936 لحدود جنوبية غربية لتدمر بجوار قصر الحير الغربي، ممَّا يعني أن تلك كانت حدود المنطقتين في زمن الإمبراطور هادريان. ومن الراجح أن حدود المنطقة امتدَّت شمالاً إلى خربة البيلاس في جبل البلعاس، وقد اكتشفت كذلك علامة حدودية نصبها الوالي الروماني سيلانوس على مسافة 75 كيلومتراً شمال غرب تدمر، ممَّا يعني أن حدودها كانت مع حماة، بينما كان وادي نهر الفرات علامة الحدود الشرقية. وكانت في أرياف تدمر قرى كثيرة تتبعُ المدينة منها بلدات كبيرة مثل القريتين، وجلب الرومان ثراءً كبيراً للمدينة ومنحوها امتيازاتٍ خاصَّة، فقد كانت ذات استقلالية ويدبّرُ شؤونها مجلس من كبار القوم، واستنتسخت في نظام الحكم العديد من أنظمة مدن البوليس اليونانية.
يعود أقدم نصّ تدمري عن حكم الرومان في المدينة إلى سنة 18م، وكان القائد الروماني جرمانيكوس يسعى آنذاك لتوكيد علاقته مع الفرس، فأرسل ألكسندروس التدمري إلى مملكة ميسان (وهي إمارة تابعةٌ لإمبراطورية الفرس). وقد أقام الفيلق الروماني العاشر في تدمر بعد ذلك بعام، على أن التدخّل الروماني في شؤون تدمر ظلَّ قليلاً ما عدا جباية الضرائب وبناء طريق يصلُ بين تدمر وصورا في سنة 75م كما عبَّأ الرومان أهل تدمر في جيوشهم، على أنَّهم لم ينصِّبوا حاكماً أو بريفيكتوس ليقيمَ في المدينة (على عكس ما درجت عليه العادة في مدنهم). وقد كان القرن الأول للميلاد حافلاً بالعمارة والبنيان، وشُيِّد فيه معبد بعل الشهير (وقد اكتمل في سنة 32م) وأول سور للمدينة، ونمت تدمر في تلك الفترة من واحة صغيرة للقوافل إلى مركز تجاري مزدهر، بل وشرع تجارُّها بتأسيس فروعٍ ومستوطناتٍ لهُم في المدن التجارية المجاورة.

## الأديان
أما ديانة أهل تدمر فلا تختلف كثيرًا في أصولها عن ديانة أهل شمال سوريا العربية الضاربة في الصحراء الشرقية، وكان أشهر آلهتهم إله الشمس ويُسمى عندهم سمس أو شمش ومعناها شمس، وبقايا معبد الشمس الكبير لا تزال قائمة في أنقاض تدمر الآن، وكانوا يعبدون القمر أيضًا، ويسمونه عجلى بل، وكانت أشهر الإلهات الأنثيات

## الحفريات والتنقيب

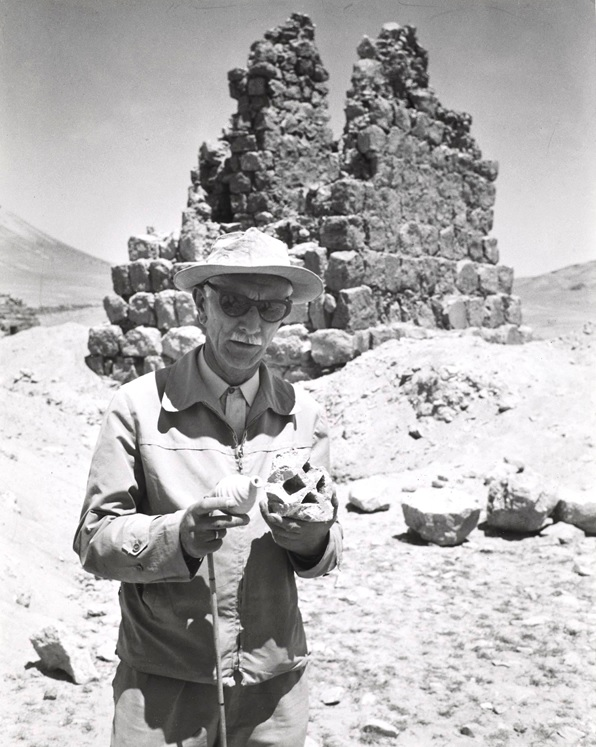
الحفريات في تدمر عام 1962، عالم الآثار البولندي كازيميرز ميخالوفسكي

زار تدمر العديد من الرحالة أمثال ديلا فاليه (بين عامي 1616 و1625) وتافرنييه (عام 1638) والعديد من المستكشفين السويديون والألمان. ظهر أول وصف علمي لها في كتاب ألفه أبيدنيغو سيلير عام 1696. عام 1751، قامت بعثة استكشافية بقيادة روبرت وود وجيمس داوكينز بدراسة العمارة في تدمر. كما أجرى الفنان والمعماري الفرنسي لويس فرانسوا كاساس مسحاً واسعاً لآثار المدينة عام 1785، ونشر أكثر من مائة رسم للمباني والمدافن المدنية في تدمر. تتابعت زيارات الرحالة والمختصين بالأثريات، منها زيارة الليدي هستر ستانهوب عام 1813، وزيارة أخرى قامت بها الليدي سترانغفورد والفنان كارل هاغ عام 1859. تم تصوير تدمر للمرة الأولى عام 1864 على يد لويس فيغنيز.
عام 1882، اكتشف الأمير سيميون سيميونوفيتش أباميليك-لازاريف حجر «التعرفة الجمركية التدمرية» وهو عبارة عن بلاطة حجرية منقوشة تعود إلى عام 137 ميلادي باللغتين اليونانية والتدمرية تتضمن تفصيلاً عن ضرائب الاستيراد والتصدير. وقد وصفه المؤرخ جون ف. ماثيوز بأنه أحد أهم العناصر الفردية الدليلية على الحياة الاقتصادية لأحد أجزاء الامبراطورية الرومانية. عام 1901، أهدى السلطان العثماني عبد الحميد الثاني الحجر للقيصر الروسي ويوجد الآن في متحف هيرميتاج في سانت بطرسبرغ.
أجريت أولى الحفريات في تدمر عام 1902، حيث بدأها أوتو بوتشستاين وعام 1917 بواسطة ثيودور ويغاند. عام 1929، بدأ هنري آرنولد سيريغ المدير العام الفرنسي للآثار في سوريا ولبنان، أعمال حفر واسعة النطاق في الموقع؛ لكن توقفت الحفريات بسبب قيام الحرب العالمية الثانية، ثم استؤنفت بعد وقت قصير من انتهاء الحرب. بدأ سيريغ بمعبد بل عام 1929، ثم انتقل بين عامي 1939 و1940 إلى الحفر في منطقة أغورا. أجرى دانييل شلومبيرغر حفريات في المنطقة الريفية شمال غرب تدمر عامي 1934 و1935، حيث درس العديد من المحميات المحلية المختلفة في القرى التدمرية. من عام 1954 حتى 1956، نظمت اليونسكو بعثة سويسرية، عملت على الحفر في معبد بعل شمين. منذ عام 1958، تولت المديرية العامة للآثار السورية الحفريات في المنطقة مع البعثات البولندية التي قادها العديد من علماء الآثار منهم كازيميرز ميخالوويسكي (حتى 1980) وميخائيل غاوليكوسيكي (حتى 2011). وقد عمل روبرت دو ميسنيل دو بويسون على السبر الطبقي تحت معبد بل عام 1967، وقد اكتشف روبرت أيضاً معبد بعل-هامون في سبعينيات القرن العشرين.
ركزت البعثة البولندية عملها في معسكر دقلديانوس في حين قامت المديرية العامة للآثار السورية بالتنقيب عن معبد نابو. معظم الحفريات الأرضية أجريت بالتعاون بين البعثة البولندية والمديرية العامة للتنقيب عن الأثار السورية، أما منطقة «إفقا»، فقد نقّب فيها كل من جين ستاركي وجعفر الحساني. تم اكتشاف نظام الري التدمري عام 2008 على يد خورغين كريستيان ميير، الذي أجرى بحوثات في ريف تدمر باتباع التفتيش الأرضي وصور الأقمار الصناعية. لا تزال معظم مدينة تدمر غير مكتشفة، لا سيما الأحياء السكنية في الشمال والجنوب، في حين تم الكشف عن المقبرة بالكامل بجهود المديرية مع البعثة البولندية. غادرت بعثات التنقيب الموقع عام 2011 بسبب الحرب الأهلية السورية.
عام 1980، أعلنت منظمة اليونسكو الموقع التاريخي موقع تراث عالمي، بما في ذلك المقبرة الواقع خارج الأسوار. في تشرين الثاني (نوفمبر) 2010، اعترف المدير الإعلامي النمساوي هيلموت توما بأنه نهب قبر تدمري عام 1980 وسرق قطع معمارية ونقلها إلى منزله؛ واحتجّ علماء الآثار الألمان والنمساويون على السرقة.

## معرض الصور

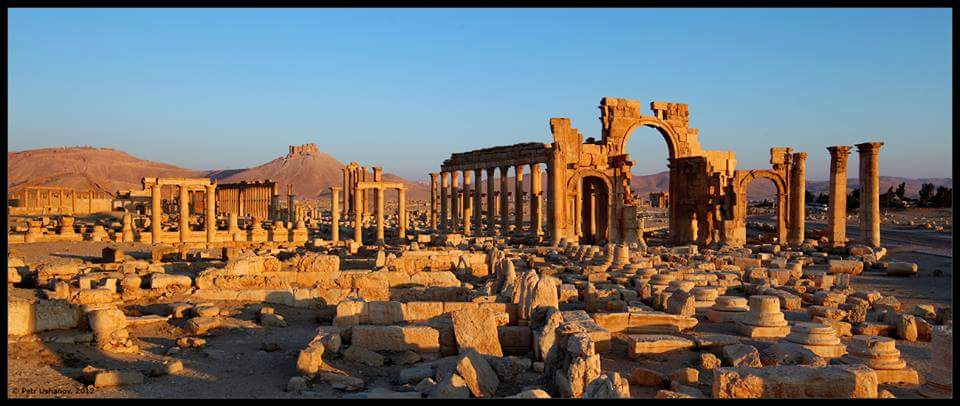
مشهد عام لآثار تدمر
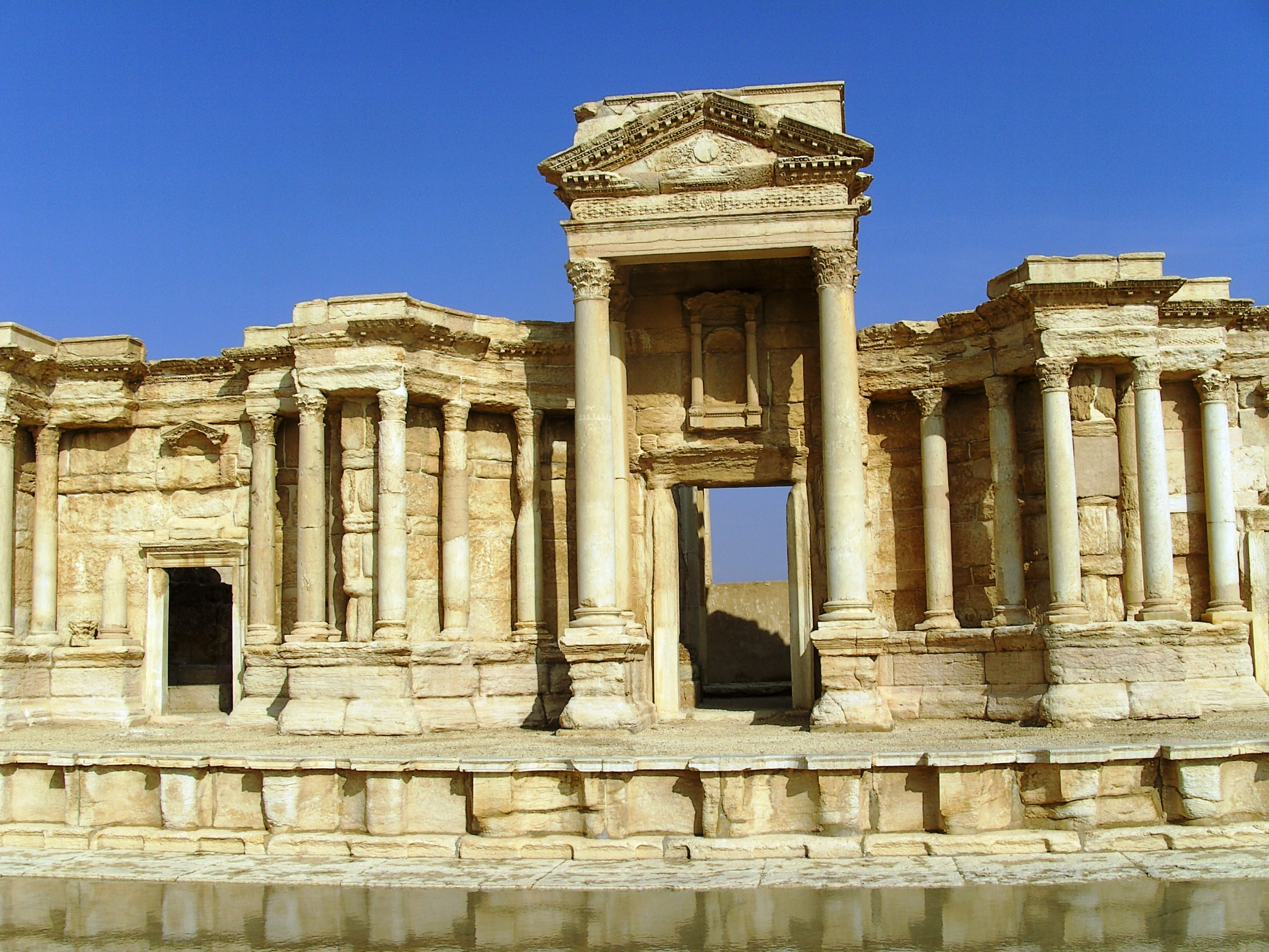
المعبد الروماني القديم في تدمر
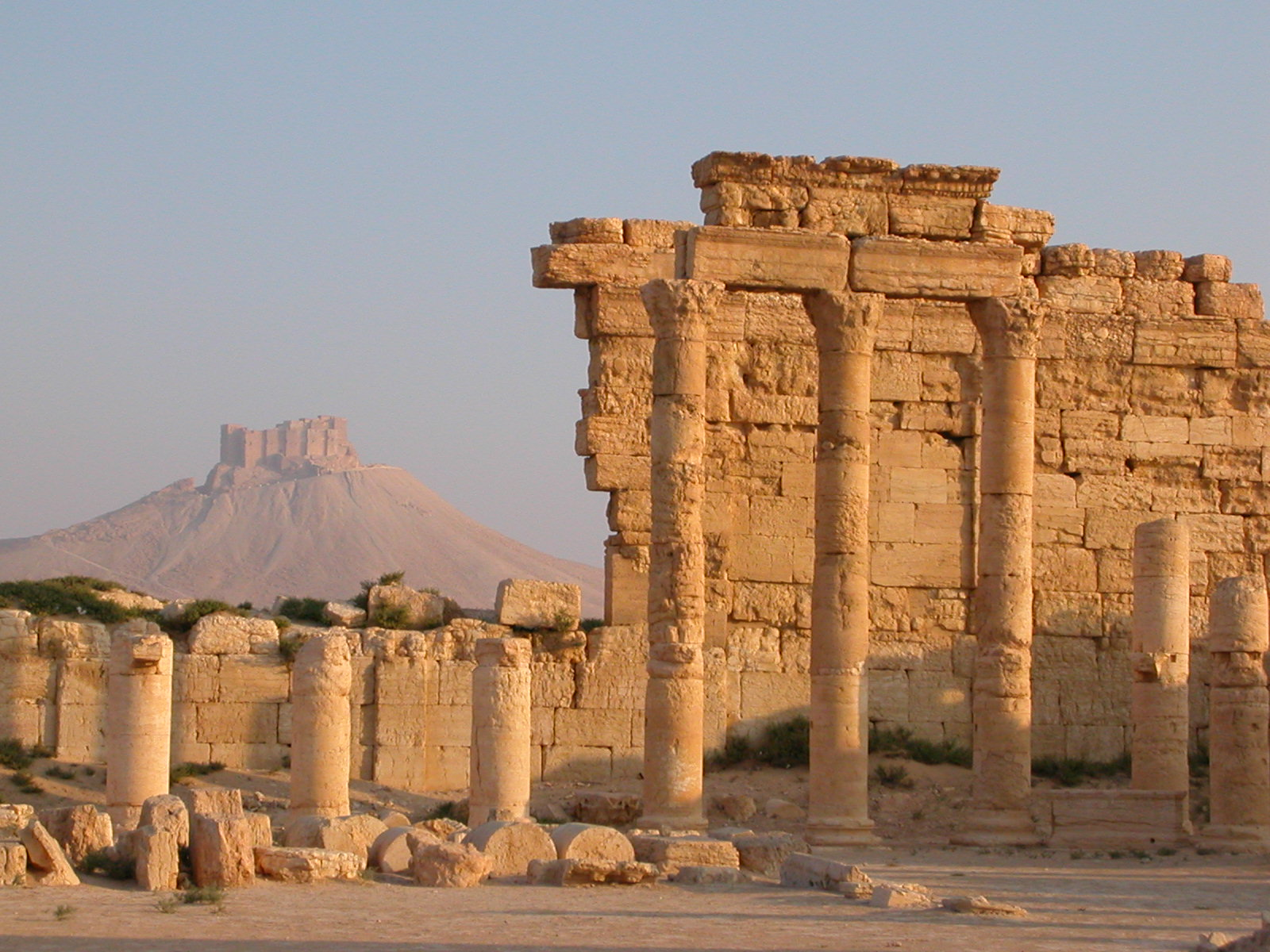
قلعة فخر الدين المعني خلف آثار تدمر
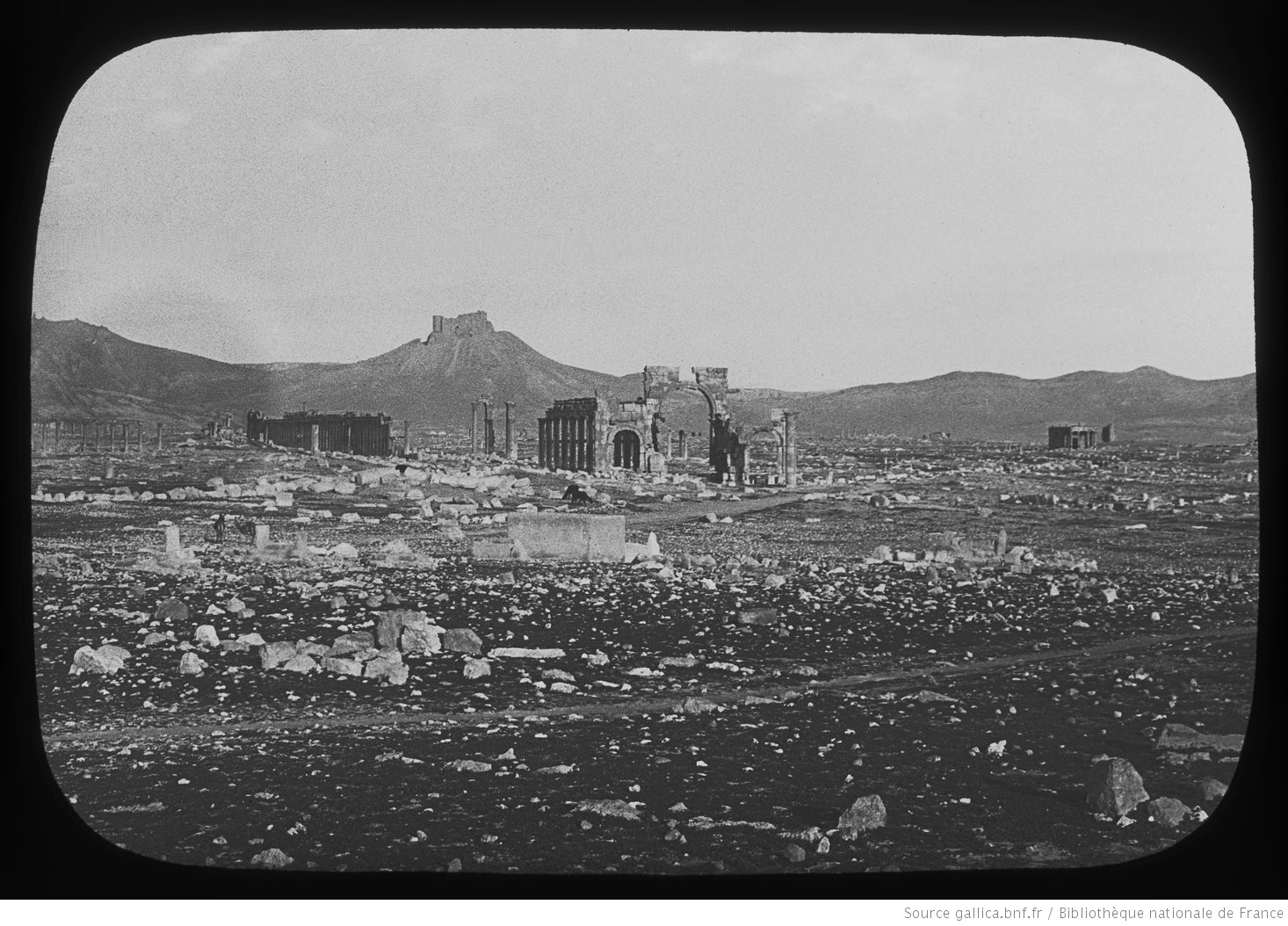
مشهد لآثار تدمر 1913 م.
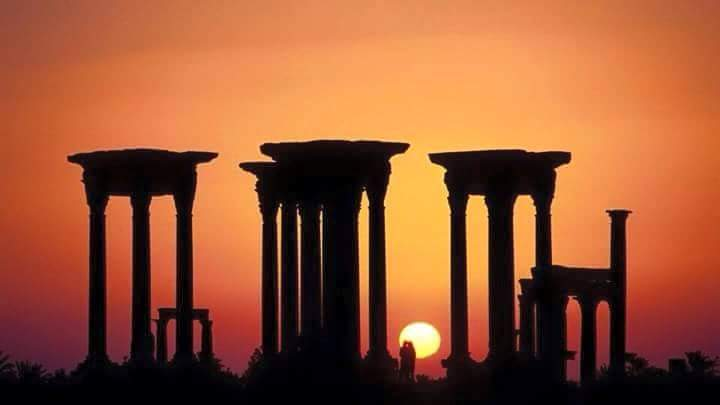
الغروب عند عواميد تدمر الأثرية
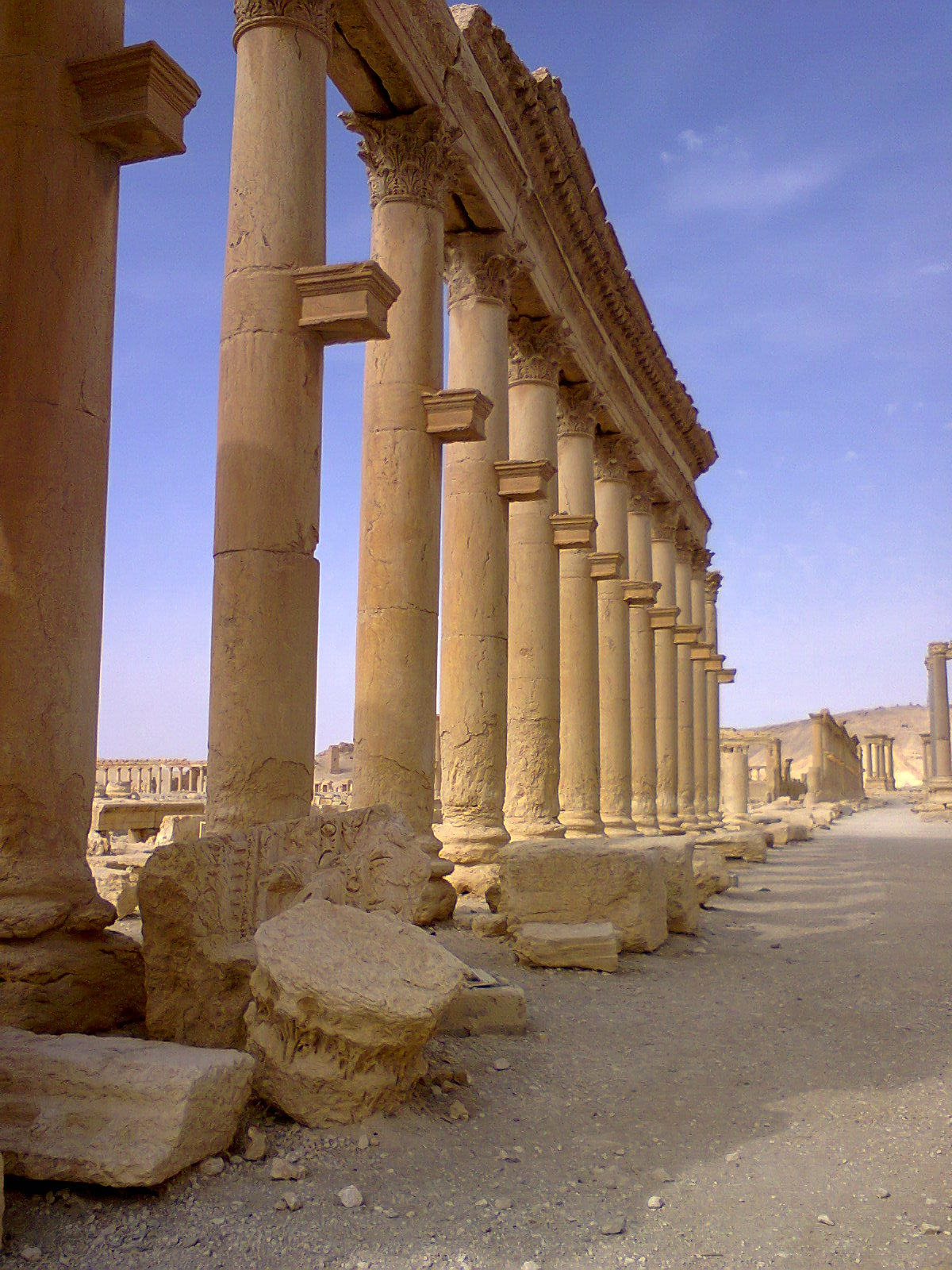
آثار تدمر 2012

## اقرأ أيضاً
- مملكة تدمر.
- معركة تدمر.
- سجن تدمر.
- متحف تدمر.
- مسرح تدمر.
- فنادق تدمر.
- أزمة القرن الثالث
- زابداس

## وصلات خارجية
- متحف متروبوليتان للفنون – تدمر
- Palmyra. بعثة الأثار الإيطالية السورية التابعة لجامعة ميلانو نسخة محفوظة 19 يونيو 2020 على موقع واي باك مشين.
- بانوراما تفاعلية 360° لمدينة تدمر
- 360° full-screen photospheric visit of Palmyra
- Tower Tombs, Funerary Portraiture أكاديمية خان